# Montanay
Montanay település Franciaországban, Métropole de Lyon különleges státuszú nagyvárosban (métropole: nagyjából „megyei jogú város”). Lakosainak száma 3270 fő (2022. január 1.). Montanay Civrieux, Mionnay, Cailloux-sur-Fontaines, Fleurieu-sur-Saône, Neuville-sur-Saône és Genay községekkel határos.

## Népesség
A település népességének változása:
| Lakosok száma | 2934 | 3089 | 3226 | 3142 | 3186 | 3230 | 3205 | 3249 | 3270 |
|               | 2013 | 2015 | 2016 | 2017 | 2018 | 2019 | 2020 | 2021 | 2022 |